# 一统暗沙
一统暗沙位于南中国海中沙群岛西北部，距中沙大环礁约140海里，位於香港和中沙之間，於香港以南約180海里。整个暗沙隐没在海面以下，最浅处水深约11米，小于20米水深的面积约20平方公里。19世纪时被称为懿冷线或海倫潮（Helen Shoal），1947年和1983年公布名称均为“一统暗沙”。
為擴大香港漁業日益下降的生計，在1970年代至1980年代的香港漁農署，曾經伙同香港漁民到當地作漁業調查。他們發現當地漁產非常豐富，但由於水流很急，所以不為漁民所喜愛。